# Doline (Serbia)
Doline (cyr. Долине) – wieś w Serbii, w Wojwodinie, w okręgu północnobanackim, w gminie Kanjiža. W 2011 roku liczyła 390 mieszkańców.